# Scansoriopterygidae
Scansoriopterygidae ("klättervingar"), familj med småvuxna, fågelliknande dinosaurier från Asien. De tros ha levt under Juraperioden för cirka 160 miljoner år sedan, vilket skulle göra dem äldre än de tidigaste kända fåglarna. Familjens vetenskapliga namn kommer från att man tror att de använde sina framben med långfingrade händer till att klättra i träd. De tros ha varit befjädrade, och ses som några av fåglarnas närmaste släktingar.

## Kännetecken
Scansoriopterygidae var små till växten. Epidexipteryx, som hittills är det enda släktet i familjen som är känd från fossil efter adulta djur, var ungefär stor som en duva. De hade lätta kroppar med långa framben som slutade i händer med tre kloförsedda fingrar. Det yttersta fingret var längst, vilket är ovanligt bland theropoder som annars brukar ha händer där det mittersta fingret är längst. Svansens längd varierade mellan olika släkten. Scansoriopteryx hade relativt lång, tunn svans, medan Epidexipteryx endast hade en stump. Scansoriopterygiderna hade stora ögon, och de kan ha haft ett väl utvecklat synsinne.

### Fjädrar
Liksom i fallet med många andra familjer med coelurosaurier är Scansoriopterygidae kända från fossil som har bevarade spår av fjädrar. Fossil efter Epidexipteryx visar att den hade fyra stycken långa stjärtfjädrar på svansen som kan ha fungerat som ornament i syftade att imponera på artfränder med.

## Systematik
Scansoriopterygidae tillhörde Maniraptora, en klad med coelurosaurier som omfattar ett flertal familjer som tros vara nära besläktade med fåglar vilka också räknas till gruppen. Scansoriopterygidae ses som en systergrupp till fåglar (Aves), och tillsammans bildar de gruppen Avialae enligt Zhang et al., 2008. Släktet Epidexipteryx uppvisar också flera morfologiska likheter med Oviraptorosaurierna.

### Arter (klad)
- Ambopteryx longibrachium
- Epidexipteryx hui
- Scansoriopteryx heilmanni
- Yi qi